# Bathyanthias
Bathyanthias är ett släkte av fiskar. Bathyanthias ingår i familjen havsabborrfiskar.
Kladogram enligt Catalogue of Life:
| Bathyanthias | \| \| Bathyanthias cubensis \| \| \| \| \| \| Bathyanthias mexicanus \| \| \| \| \| \| Bathyanthias roseus \| \| \| \| |
|              | \| \| Bathyanthias cubensis \| \| \| \| \| \| Bathyanthias mexicanus \| \| \| \| \| \| Bathyanthias roseus \| \| \| \| |
|              | Bathyanthias cubensis                                                                                                  |
|              | |
|              | Bathyanthias mexicanus                                                                                                 |
|              | |
|              | Bathyanthias roseus |
|              | |

## Bildgalleri

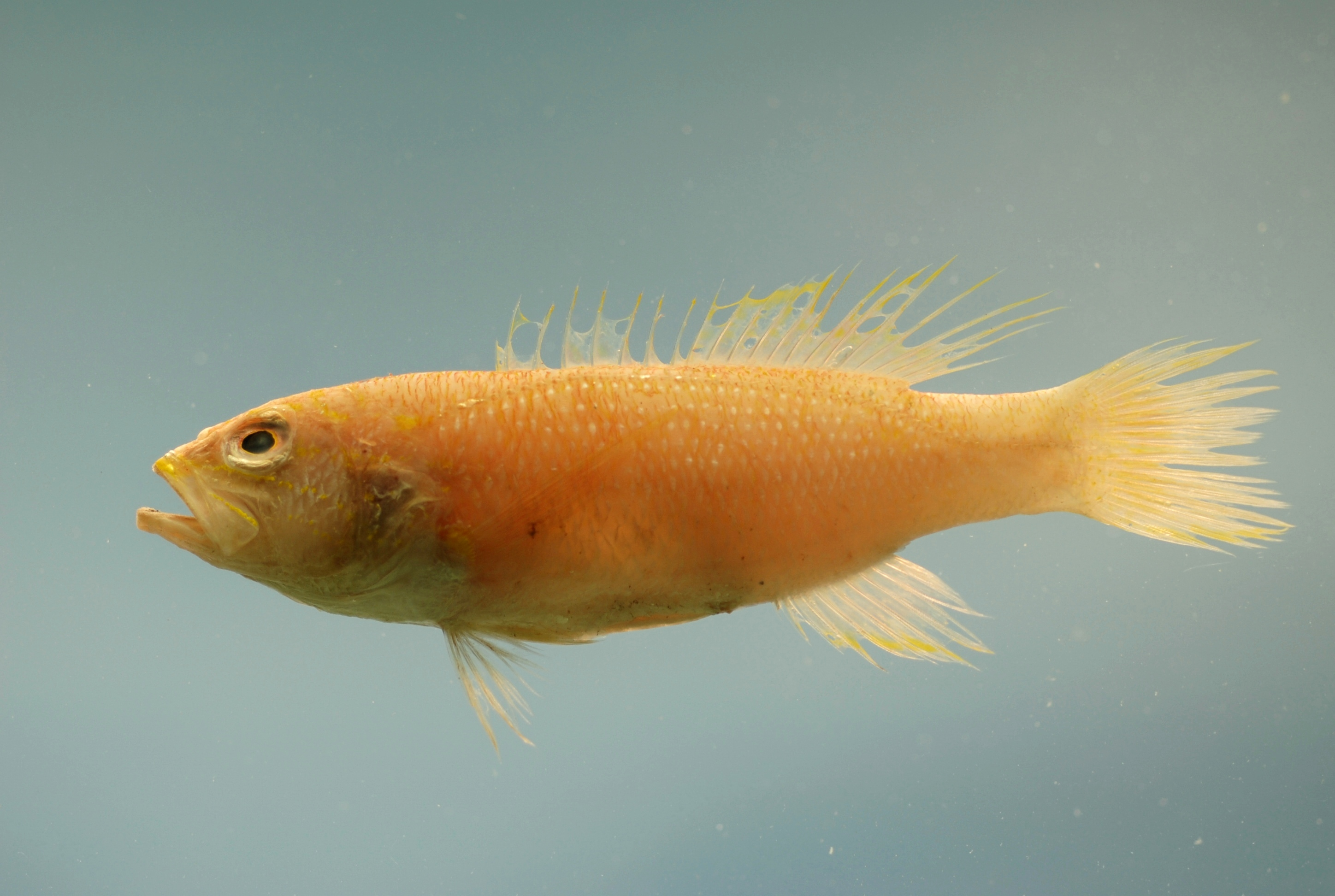